# AISA I-11
Les AISA I-11 et I-115 sont des avions biplaces légers espagnols qui furent utilisés à la fois par l'armée de l'air espagnole et l'aviation légère.

## Les versions
- Iberavia I-11 : En 1948 Juan del Campo Aguilera dessina un biplan biplace côte à côte de tourisme et d’école à cabine fermée. Construit en bois, avec revêtement de contreplaqué, il était équipé d’un moteur Continental flat-four C90-12F de 90 ch et reposait sur un train d’atterrissage tricycle. Le prototype fut réalisé dans un atelier au cœur de Madrid, Calle del Doctor Esquerdo, et transféré fin 1950 sur le terrain de Cuatro Vientos pour assemblage. Piloté par Javier Guibert, il a effectué son premier vol le 16 juillet 1951. Ce prototype [EC-AFE] fut suivi d’un second [EC-AGZ]. Cet appareil présentait des performances intéressantes et attira rapidement l'attention des autorités espagnoles, à la recherche d’un successeur au biplan CASA 1.131 (Bücker Bü 131 Jungmann) pour l’école de début.

- Iberavia I-11B : Les services officiels préférant un appareil à train classique, deux nouveaux prototypes [EC-AIV/X] furent mis en chantier avec roulette arrière. Le premier prit l’air le 16 septembre 1952, quelques mois seulement avant le rachat d’Iberavia par AISA. C’est donc dans les ateliers d’AISA à Carabanchel que fut lancée la construction de 70 appareils commandés par la Direction Générale de l’Aviation Civile espagnole.
- AISA I-11B Peque : En décembre 1953 un incendie ravagea l’atelier de Caravanchel, détruisant 40 appareils en cours de construction. Les 30 appareils restants furent rapidement achevés et 7 livrés à l’Aéro-Club Royal Espagnol pour distribution aux clubs. En 1955 l’appareil est officiellement baptisé Peque.

Les 23 derniers appareils furent achetés par l’Armée de l’Air espagnole et mis en service en 1955 sous la désignation L.8C. D’autres commandes suivront et au total 191 exemplaires furent donc produits, dont 144 livrés à l’Ejército del aire. Une partie de ces appareils fut remotorisée avec un moteur spécialement conçu pour cet avion, l’ENASA Flecha de 93 ch, motorisation décevante qui sera finalement abandonnée. Curieusement, l’armée espagnole préféra finalement conserver ses Bücker, jugés plus fiables, pour l’instruction de ses pilotes et entre 1957 et 1958 la majorité des I-11B furent affectés aux diverses unités de l’Ejército del aire comme avions de liaison. Finalement, en 1966/67, une soixantaine d’appareils encore en état de vol furent cédés au Real Aero Club de España. On en compte encore un certain nombre en état de vol de nos jours.
- AISA I-115 Garrapata : Satisfaite de ses L.8C, l’armée de l’air espagnole passa commande de 200 I-11B d’entrainement de début avec un aménagement biplace en tandem. Équipés d’un moteur ENMASA Tigre G-IV-B (en), ces appareils furent mis en service dans les écoles de l’Ejército del aire avec la désignation E.6. En 1976 le 792° Escuadron de San Javier disposait toujours de 12 AISA I-115 pour assurer l'entrainement de début des futurs pilotes espagnols.

## Dans les musées aéronautiques
- Le Museo de Aeronáutica Y Astronáutica de Cuatro-Vientos conserve un AISA I-11B [L8C-44/791-28], un Aisa I-115 [E9-119] et un I-115 civil [EC-BHO]
- La Fondation aéronautique de Majorque entretient en état de vol un I-11B [44-64/EC-BTM]